# Говіндараджа III
Говіндараджа III (гінді गोविंदराज तृतीय; д/н — 1026) — 4-й магараджахіраджа Сакамбхарі 1012—1026 роках. Також відомий як Ганду.

## Життєпис
Походив з династії Чаухан. Третій син Сімхараджи. Посів трон 1012 року після смерті брата Дурлабхараджи II. Спочатку спільно з Джаяпалою Томаром та Нараварманом Сесодія, магарджею Нагора, вів боротьбу з Трилочанапалою Шахі десь до 1022 року. Можливо тоді за свої успіхи взяв титул вайрігхаратта («подрібнювач ворогів»). 
Десь напочатку 1020-х років спільно з Кумарапаладевою Томар, магараджею Гаріяни, виступив на Лахор, але союзники зазнали поразки від газневідського війська. 1024 року султан Махмуд Газневі атакував фортецю Аджаямерудургу, яка витримала облогу. Внаслідок цього султан вирішив атакувати володіння Бгіми I Соланка, магараджахіраджи Гуджари.
Але загрозливою ситуація стала у 1026 році після поразки сина Трилочанапали — Бхімапали — від султана Махмуда Газневі. Тепер кордон з володіннями Газневідів став більш витягнутий. Того ж року Говіндараджа III раптово помер. Йому спадкував син Вакпаті II.